# Чистец лесной
Чисте́ц лесно́й (лат. Stáchys sylvática) — вид многолетних травянистых растений рода Чистец (Stachys) семейства Яснотковые (Lamiaceae).

## Ботаническое описание
Корневище длинное.
Стебли прямые или слегка изогнутые, высотой 35—120 см, восходящие, наверху ветвистые, мягковолосистые.
Стеблевые листья черешковые, длиной 10—12 см, шириной 6,5—7,5 см, яйцевидно-сердцевидные, к верхушке заострённые, крупно городчато-пильчатые; верхушечные — сидячие, от продолговато-яйцевидных до продолговато-ланцетных, цельнокрайные, сверху светло-зелёные, снизу серовато-зелёные.
Соцветия длинные, у основания мутовки расставленные, к верхушке — сближенные, 6—8-цветковые. Прицветники линейно-щетиновидные; чашечка трубчато-колокольчатая, зубцы узкотреугольно-ланцетные; цветки тёмно-красные; венчик двугубый, тёмно-красный, волосистый; верхняя губа цельная, нижняя — с буро-пурпурными пятнами на средней доле.
Плод — тёмно-бурый, гладкий, широкояйцевидный орешек.
Цветёт в июне — июле. Плоды созревают в августе.

## Распространение и экология
Распространён на всей территории Европы, на Кавказе, в Турции, Иране, в Средней Азии и Китае. На территории России встречается в европейской части России и в Западной Сибири.
Растёт в тенистых лесах, среди кустарников и на высокотравных лугах.

## Химический состав
В надземной части растения содержатся бетаиновые основания — стахидрин, бетоницин, турицин, тригонеллин. Кроме того, имеются холин, аллэнтоин, а также дубильные вещества, смолы, эфирное масло, аскорбиновая кислота (0,085 %) и органические кислоты. В семенах найдено жирное масло (28,15 %).
Выход эфирного масла из цветущих побегов 0,05 %. В высушенных цветках, листьях и верхних частях стебля его содержится 0,08 %, в свежих — 0,23—0,38 %.

## Значение и применение
Соцветия и листья испытаны и одобрены как пряность при обработке рыбы.
Из листьев можно получить зелёную краску.
Животными не поедается.
Хороший позднелетний и осенний медонос.

### Применение в медицине
В прошлом растение применяли при подагре, заболеваниях желудка и печени. Клиническими испытаниями было установлено, что при маточных кровотечениях надземная часть в период цветения оказывает гемостатическое действие. Препараты растения оказывают седативное действие на центральную нервную систему, снижают артериальное давление, повышают тонус и усиливают сокращения матки, подобно препаратам спорыньи, усиливают сердечные сокращения. Препараты чистеца лесного применяли в акушерско-гинекологической практике в послеродовом периоде (при кровотечениях и атонии матки), а также при маточных кровотечениях иного происхождения.
В настоящее время препараты чистеца лесного исключены из перечня официальных лекарственных средств, используемых в нашей стране,
в связи с бедностью сырьевой базы.
В народной медицине надземную часть растений использовали при истерии, обмороках, эпилепсии, как противовоспалительное и ранозаживляющее.

## Классификация

### Таксономия
Stachys sylvatica L., 1753, Sp. Pl. : 580
Типовой вид рода.
Вид Чистец лесной относится к роду Чистец (Stachys) семейства Яснотковые (Lamiaceae) порядка Ясноткоцветные (Lamiales), который последовательно входит в вышестоящие клады Ламииды → Астериды → Суперастериды → Эвдикоты → Цветковые растения. Таксономическая схема в соответствии с Системой APG IV по состоянию на декабрь 2023 года:
|  |                          |  |                                   |                                   |                      |  | еще 23 семейства | еще 23 семейства |                   |  |  |  | еще 379 подтвержденных видов и 92 вида, ожидающих подтверждения |
|  |                          |  |                                   |                                   |                      |  | еще 23 семейства | еще 23 семейства |                   |  |  |  | еще 379 подтвержденных видов и 92 вида, ожидающих подтверждения |
|  |                          |  |                                   | порядок Ясноткоцветные            |                      |  |                  |                  | род Чистец        |  |  |  |                                                                 |
|  |                          |  |                                   | порядок Ясноткоцветные            |                      |  |                  |                  | род Чистец        |  |  |  |                                                                 |
|  | клада Цветковые растения |  |                                   |                                   | семейство Яснотковые |  |                  |                  | вид Чистец лесной |  |  |  |                                                                 |
|  | клада Цветковые растения |  |                                   |                                   | семейство Яснотковые |  |                  |                  |                   |  |  |  |                                                                 |
|  |                          |  | ещё 63 порядка цветковых растений | ещё 63 порядка цветковых растений |                      |  |                  | еще 267 родов    | еще 267 родов     |  |  |  |                                                                 |
|  |                          |  |                                   | ещё 63 порядка цветковых растений |                      |  |                  |                  | еще 267 родов     |  |  |  |                                                                 |

### Синонимы
- Stachys canariensis Jacq.
- Stachys cordata Gilib.
- Stachys cordato-folia Gilib.
- Stachys foetida Gueldenst. ex Ledeb.
- Stachys glaucescens Mussin. ex Spreng.
- Stachys trapezuntea Boiss.